# Word on a Wing
"Word on a Wing" é uma canção de David Bowie do álbum Station to Station de 1976. Foi escrita enquanto ele fazia as filmagens do The Man Who Fell to Earth, dirigido por Nicolas Roeg. Segundo certos críticos, o elemento cristão desta canção representa outra forma do Thin White Duke "testar sua indiferença" através da religião. No entanto, o próprio Bowie clama que nessa faixa, ao menos, a "paixão é genuína". Segundo ele, "Havia dias de terror psicológico enquanto eu fazia o filme de Roeg que eu quase comecei a abordar meu renascimento, nascer de novo. Foi a primeira vez que eu pensei seriamente a respeito de Cristo e de Deus em sentido profundo, e 'Word on a Wing' foi uma proteção. A canção veio como uma completa revolta contra os elementos que eu fazia no filme. A paixão da música era genuína... algo que eu precisava criar dentro de mim mesmo para reagir contra as situações que eu sentia que estavam ocorrendo no set de filmagem." Quando a cantou ao vivo em 1999, Bowie descreveu-a como oriunda dos "piores dias da minha vida... tenho certeza de que era um pedido de ajuda."
Durante a gravação de "Word on a Wing", Bowie começou a usar um crucifixo de prata como pingente, um que ele ainda guarda até hoje. Apesar das letras da canção dizerem que ele está trying hard to fit among your scheme of things ("se esforçando para se encaixar em seu esquema de coisas"), Bowie parece ser suspeito de ter fé cega em respeito à religião, ao cantar just because I believe don't mean I don't think as well, don't have to question everything in heaven or hell ("apenas porque acredito não significa que eu não penso assim, não tenho que questionar tudo sobre o céu ou inferno"). Tal suspeita parece contradizer o sentimento que Bowie tinha enquanto gravava "Golden Years", em que canta I believe all the way. O músico admitiu mais tarde que "houve um ponto em que eu quase fiquei instigado a esse tipo estreito de olhar... encontrar a cruz como salvação da humanidade, durante o período do filme de Roeg."